# Cremastobaeus metanotalis
Cremastobaeus metanotalis är en stekelart som beskrevs av Loiacono och Mulvany 1987. Cremastobaeus metanotalis ingår i släktet Cremastobaeus och familjen Scelionidae. Inga underarter finns listade i Catalogue of Life.